# Dioses e inmortales chinos

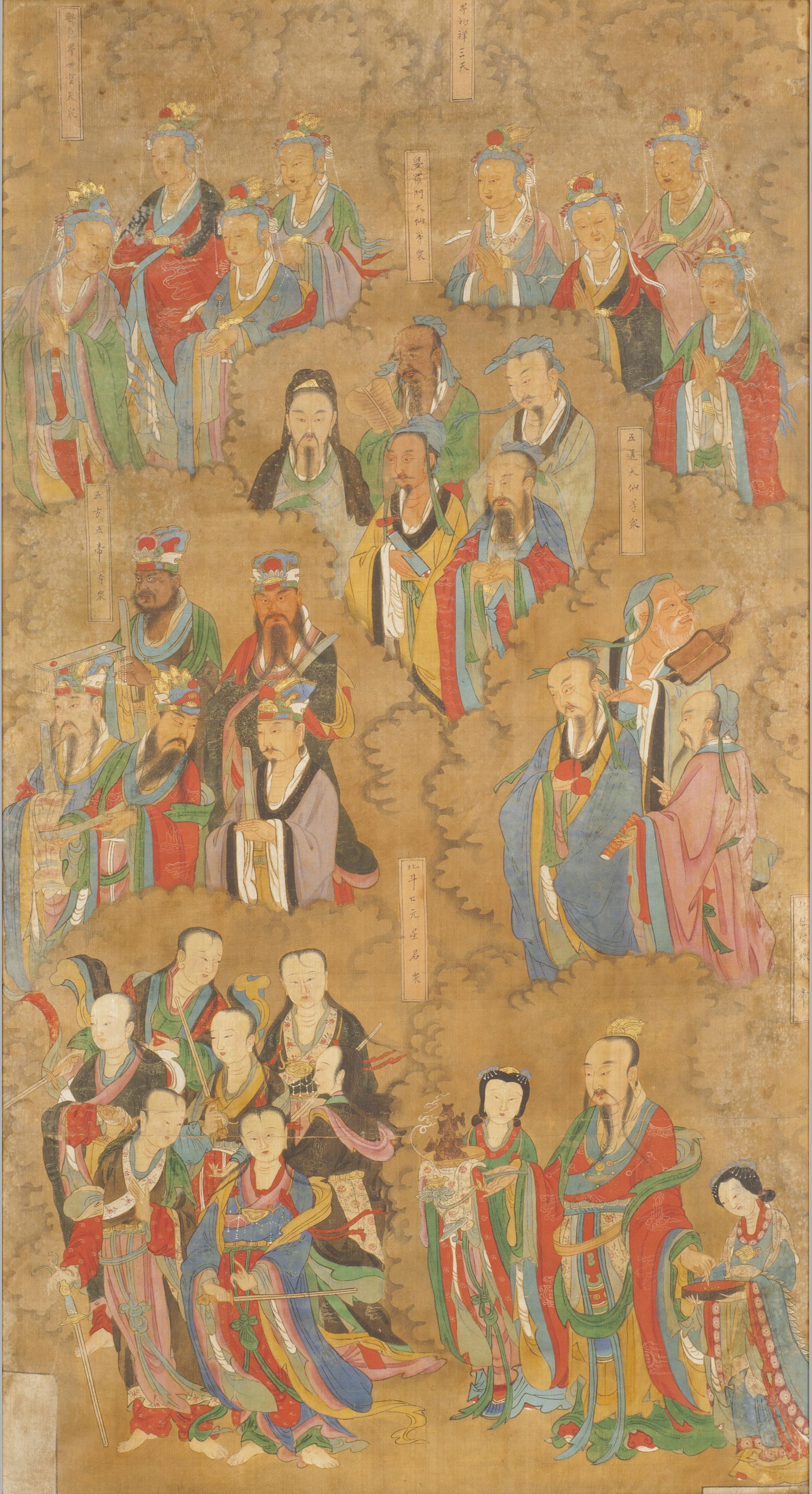
Pintura ritual del agua y la tierra de la dinastía Qing (水陆画) de Deidades Budistas, Taoístas y Folclóricas.

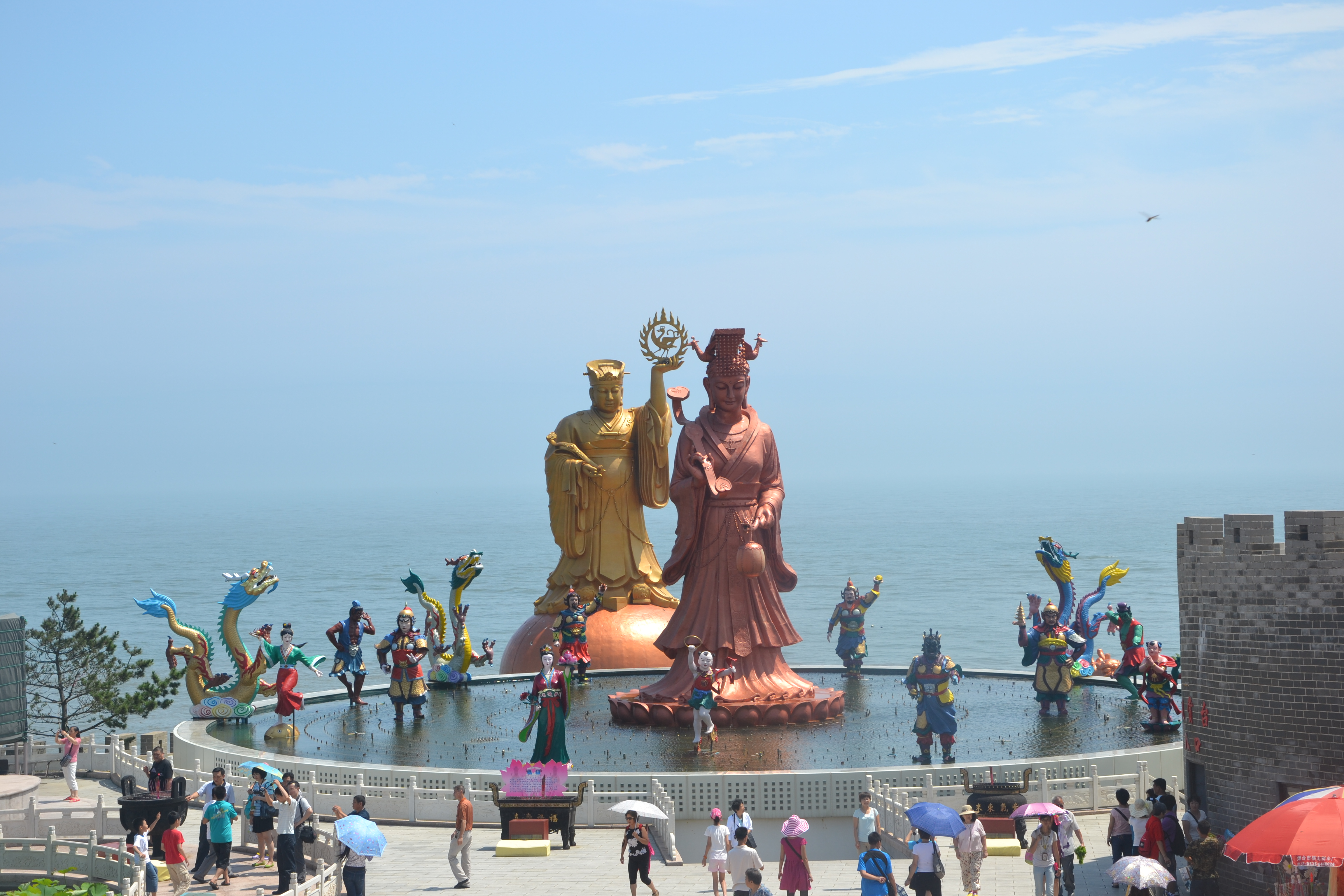
Conjunto de deidades en una fuente-altar al aire libre con incensarios en una zona de peregrinación en Weihai, Shandong. Matsu está en el centro, rodeada por los cuatro dioses dragón (龍神) y varias deidades menores. La diosa del Sol (太陽神) aparece a lo lejos, detrás de Matsu.

Los dioses e inmortales chinos son seres de diversas religiones y mitos chinos interpretados de formas y contextos mitológicos muy variados.
Muchos son venerados como deidades porque la religión tradicional china es politeísta, derivada de una visión panteísta según la cual la divinidad es inherente al mundo.
Los dioses son energías o principios que revelan, imitan y propagan la senda del cielo (天, Tian), que es la divinidad suprema que se manifiesta en la cúpula septentrional de la bóveda estrellada del firmamento y su orden. Muchos dioses son antepasados u hombres que se convirtieron en deidades gracias a sus logros celestiales. La mayoría de los dioses también se identifican con estrellas y constelaciones. Los antepasados se consideran el equivalente del Cielo dentro de la sociedad humana y, por tanto, el medio de conectar de nuevo con el Cielo, que es el "máximo padre ancestral" (曾祖父, zēngzǔfù).
En el ideario chino hay una gran variedad de inmortales, y uno de los principales es el xian, que en algunos movimientos religiosos taoístas se considera un ser humano al que se le ha concedido una vida larga o infinita. Los dioses son innumerables, ya que cada fenómeno tiene o es uno o más dioses, y están organizados en una compleja jerarquía celestial. Además del culto tradicional a estas entidades, el confucianismo, el taoísmo y los pensadores formales en general dan interpretaciones teológicas que afirman una esencia monista de la divinidad.

## Visión general
"Politeísmo" y "monoteísmo" son categorías derivadas de la religión occidental y no se ajustan a la religión china, que nunca ha concebido ambas cosas como opuestas. En algunos sistemas de creencias chinos, el Tian sirve de puente entre los fenómenos sobrenaturales y muchos tipos de seres, otorgándoles una única fuente procedente de la energía espiritual. Sin embargo, hay una creencia importante en el taoísmo que diferencia el tian de las fuerzas de la tierra y el agua, que se consideran igual de poderosas.
Dado que todos los dioses se consideran manifestaciones de qì (氣), el "poder" o pneuma del Cielo, en algunas visiones del tian, algunos estudiosos han empleado el término "polineumatismo" o "(poli)pneumatolatría", acuñado por primera vez por Walter Medhurst (1796-1857), para describir la práctica del politeísmo chino. Algunos taoístas consideran que las deidades son la manifestación del Tao.
En la teología de los textos clásicos y del confucianismo, "el Cielo es el señor de los cientos de deidades".
La teología confuciana moderna a veces las compara con formas sustanciales o entelequias (propósitos internos) descritas por Leibniz como una fuerza que genera todo tipo de seres, de modo que "incluso las montañas y los ríos son venerados como algo capaz de recibir ofrendas de sacrificio".
A diferencia del hinduismo, la deificación de personas históricas y antepasados no es tradicionalmente el deber de confucianos o taoístas. En cambio, depende de las decisiones de la gente corriente; las personas son deificadas cuando han realizado hazañas extraordinarias y han dejado un legado eficaz. Sin embargo, confucianos y taoístas pueden exigir tradicionalmente que se concedan honores estatales a una deidad concreta. Cada deidad tiene un centro de culto y un templo ancestral donde vivió su vida mortal. A menudo hay disputas sobre cuál es el lugar original y la fuente del templo de culto de una deidad.

## Dios del Cielo

Al igual que otros símbolos como la sauvástica, 卍 (wàn, "todas las cosas") en chino, el dingir o anu 𒀭𒀭 mesopotámico, y también el 巫 chino; (wu, "chamán" - en escritura Shang representado por un gráfico parecido a la cruz potenzada ☩), Tian se refiere al polo celeste norte (北極, běijí), el pivote y la bóveda del cielo con sus constelaciones giratorias. He aquí una representación aproximada del tiānmén (天門, "puerta del cielo") o tiānshū (天樞, "pivote del cielo") como polo celeste norte precesional, con α Ursae Minoris como estrella polar, con las constelaciones giratorias del Carro en las cuatro fases del tiempo. Según las teorías de Reza Assasi, la 卍 no sólo puede estar centrada en el actual polo precesional de α Ursae Minoris, sino también muy cerca del polo norte eclíptico si se concibe a Draco (天龙; 天龍; Tiānlóng) como uno de sus dos haces.

La teología tradicional china, que se presenta en distintas interpretaciones según los textos clásicos, y en concreto las formulaciones confucianas, taoístas y otras filosóficas, es fundamentalmente monista, es decir, ve el mundo y los dioses que lo producen como un todo orgánico, o cosmos. El principio universal que da origen al mundo se concibe al mismo tiempo como trascendente e inmanente a la creación. La idea china del Dios universal se expresa de diferentes maneras. Existen muchos nombres de Dios procedentes de diversas fuentes de la tradición china.
Los términos chinos radicales para designar al Dios universal son Tian (天) y Shangdi (上帝, "Deidad Suprema") o, simplemente, Dì (帝, "Deidad"). También existe el concepto de Tàidì (太帝, "Gran Deidad"). Dì es un título que expresa el dominio sobre todo lo que hay bajo el Cielo, es decir, todas las cosas generadas por el Cielo y ordenadas por sus ciclos y por las estrellas. Tian suele traducirse como "Cielo", pero por etimología gráfica significa "El Grande" y varios estudiosos lo relacionan con el mismo Dì por etimología fonética y rastrean su raíz común, a través de sus formas arcaicas, respectivamente *Teeŋ y *Tees, hasta los símbolos de la divinidad cuadrada del polo norte celeste (口, Dīng). Estos nombres se combinan de diferentes maneras en la literatura teológica china, a menudo intercambiados en el mismo párrafo, e incluso en la misma frase.

### Nombres del Dios del Cielo
Además de Shàngdì y Tàidì, otros nombres incluyen Yudi ("Deidad de Jade") y Taiyi ("Gran Unicidad") que, en la imaginería mítica, sostiene el cazo de la Osa Mayor (Gran Carro), proporcionando el movimiento de la vida al mundo. Como centro de los cielos, las constelaciones del polo norte celeste se conocen, entre varios nombres, como Tiānmén (天門, "Puerta del Cielo") y Tiānshū (天樞, "Pivote del Cielo").
Otros nombres del Dios del Cielo figuran en la vasta tradición literaria religioso-filosófica china:
- Tiāndì (天帝), "Deidad del Cielo" o "Emperador del Cielo":[31] "Sobre la Rectificación" (Zheng lun) del Xunzi utiliza este término para referirse al Dios activo del Cielo que pone en marcha la creación.[25]
- Tianzhu (天主), el "Señor de los Cielos": En "El documento de la ofrenda de sacrificios al Cielo y a la Tierra en la montaña Tai" (Fengshan shu) de los Recuerdos del gran historiador, se utiliza como título del primer Dios del que derivan todos los demás dioses.[32]
- Tiānhuáng ((天皇), el "Augusto Personaje del Cielo": En el "Poema de la Profundidad de los Sondeos" (Si'xuan fu), transcrito en "La Historia de la Dinastía Han Posterior" (Hou Han shu), Zhang Heng describe ornamentalmente: "Pido al superintendente de la Puerta Celestial que me abra la puerta y me permita visitar al Rey del Cielo en el Palacio de Jade".[31]
- Tianwang (天王), el "Rey del Cielo" o "Monarca del Cielo".
- Tiāngōng (天公), el "Duque del Cielo" o "General del Cielo".[33]
- Tiānjūn (天君), el "Príncipe del Cielo" o "Señor del Cielo".[33]
- Tiānzūn (天尊), el "Venerable Celestial", también un título destinado a los altos dioses en las teologías taoístas.[31]
- Tiānshén (天神), el "Dios del Cielo", interpretado en el Shuowen Jiezi como "el ser que da origen a todas las cosas".[25]
- Shénhuáng (神皇), "Dios Augusto", citado en el Taihong ("El origen del aliento vital").[25]
- Lǎotiānyé (老天爺), el "Antiguo Padre Celestial".[31]

Tian es a la vez trascendente e inmanente, y se manifiesta en las tres formas de dominio, destino y naturaleza de las cosas. En el Wujing yiyi (五經異義, "Diferentes significados en los Cinco Clásicos"), Xu Shen explica que la designación del Cielo es quíntuple:
- Huáng Tiān (皇天), "Cielo Augusto" o "Cielo Imperial", cuando se le venera como señor de la creación.
- Hào Tiān (昊天), "Cielo vasto", en relación con la inmensidad de su aliento vital (qi).
- Mín Tiān (旻天), "Cielo Compasivo", pues escucha y corresponde con justicia a todos los que están bajo el Cielo.
- Shàng Tiān (上天), "Cielo Superior" o "Primer Cielo", pues es el ser primordial que supervisa todo lo que hay bajo el Cielo.
- Cāng Tiān (蒼天), "Cielo Verde Profundo", por ser insondablemente profundo.

Todas estas denominaciones reflejan una experiencia jerárquica y polivalente de la divinidad.

## Listas de dioses, deidades e inmortales

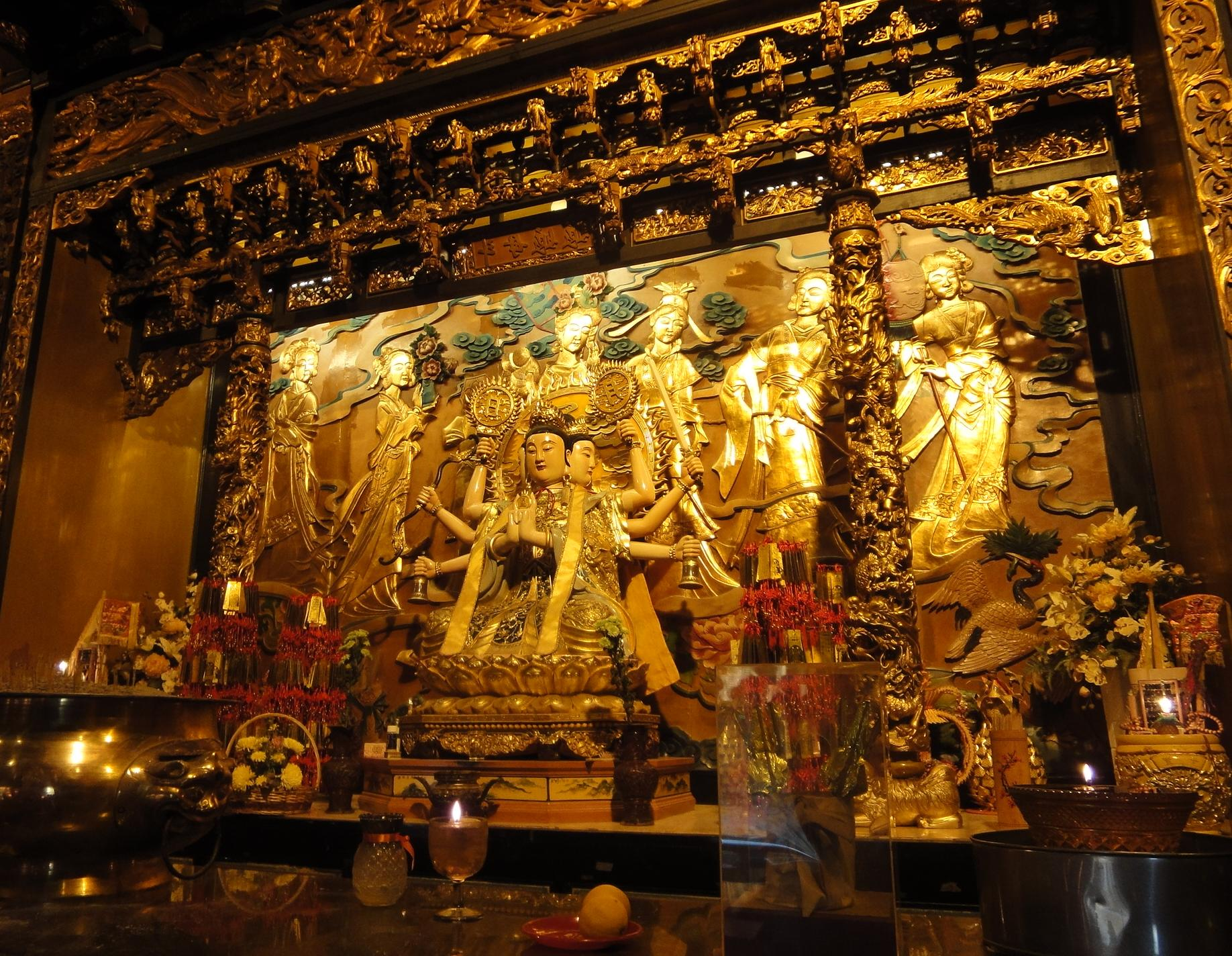
Altar principal y estatua de Doumu en el interior del Templo de Doumu en Butterworth, Penang, Malasia.

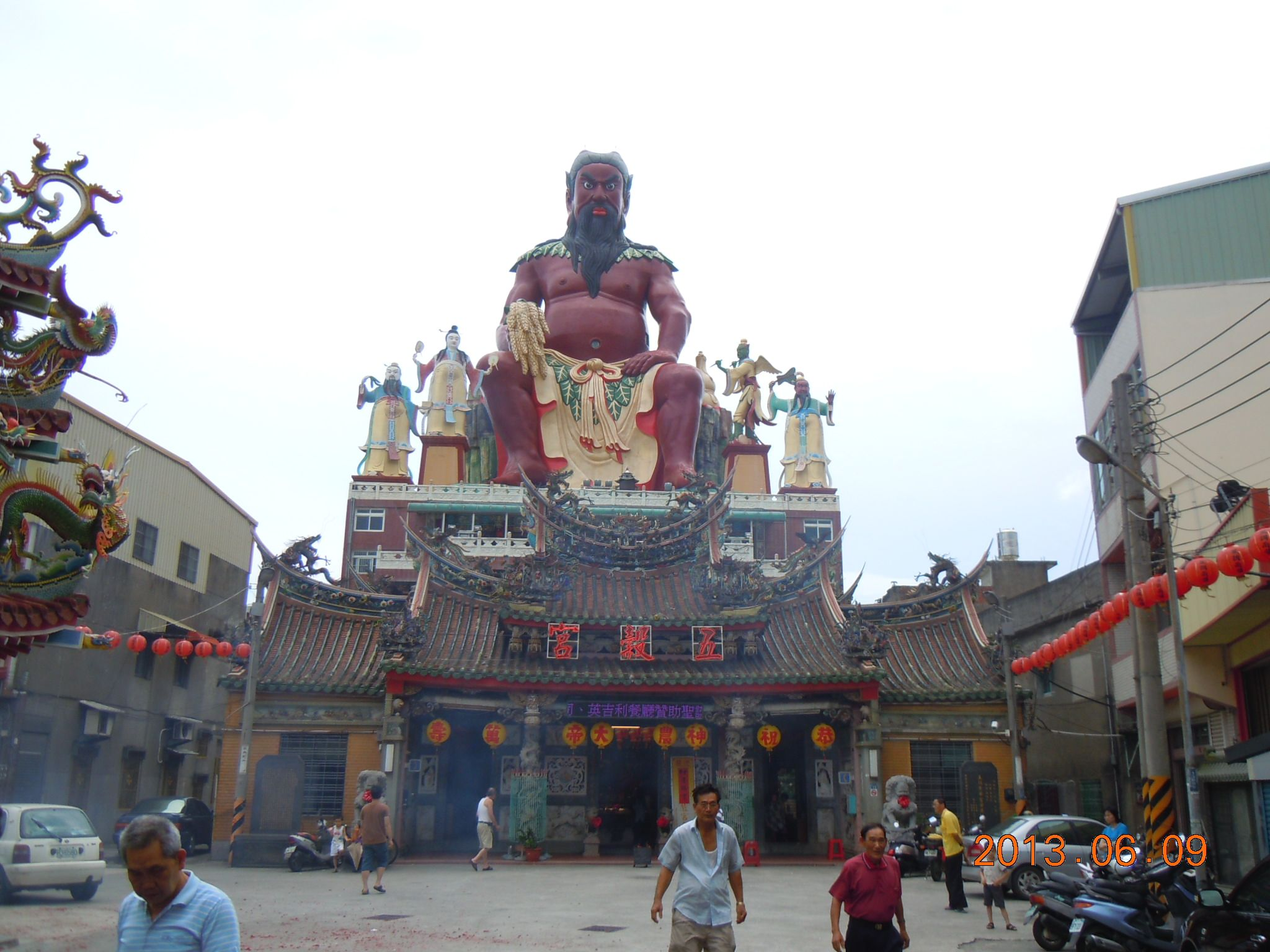
Templo dedicado a Pangu en Zhunan, Miaoli.

Muchos libros clásicos contienen listas y jerarquías de dioses e inmortales, entre ellos el Registro completo de deidades e inmortales (神仙通鑑, Shénxiān Tōngjiàn) de la dinastía Ming, y las Biografías de las deidades y los inmortales (Shenxian Zhuan) de Ge Hong (284-343). La más antigua Recopilación de biografías de los inmortales (Liexian Zhuan) también cumple la misma función.
Las parejas o polaridades, como Fuxi y Nuwa, Xiwangmu y Dongwanggong, y la pareja superior del Cielo y la Tierra, encarnan el yin y el yang y son a la vez el origen y el sostén del proceso de organización del espacio y el tiempo.
Los inmortales, o xian, son considerados como seres de distintos tipos, incluidas las almas de taoístas virtuosos, dioses, zhenren y/o un tipo de ser espiritual sobrenatural conocedor del cielo. Históricamente, los taoístas eran los que más los veneraban y los practicantes de la religión popular china durante la dinastía Tang también les rendían culto, aunque entre ellos había más escepticismo sobre la bondad (e incluso la existencia) de los xian.
La religión popular china que incorpora elementos de las tres enseñanzas en tiempos modernos y épocas anteriores a veces consideraba a Confucio y Buda inmortales o seres afines.
En el taoísmo y la religión popular china, los dioses y los xian suelen considerarse personificaciones del agua. Se creía que los dioses del agua y los xian garantizaban cosechas fructíferas, climas y mares favorables y ríos con abundante agua. Algunos xian eran humanos que adquirían poder bebiendo "agua encantada".
Algunos dioses fueron inspirados por inmortales taoístas, bodhisattvas o personajes históricos ya existentes.

### Dioses del cosmos

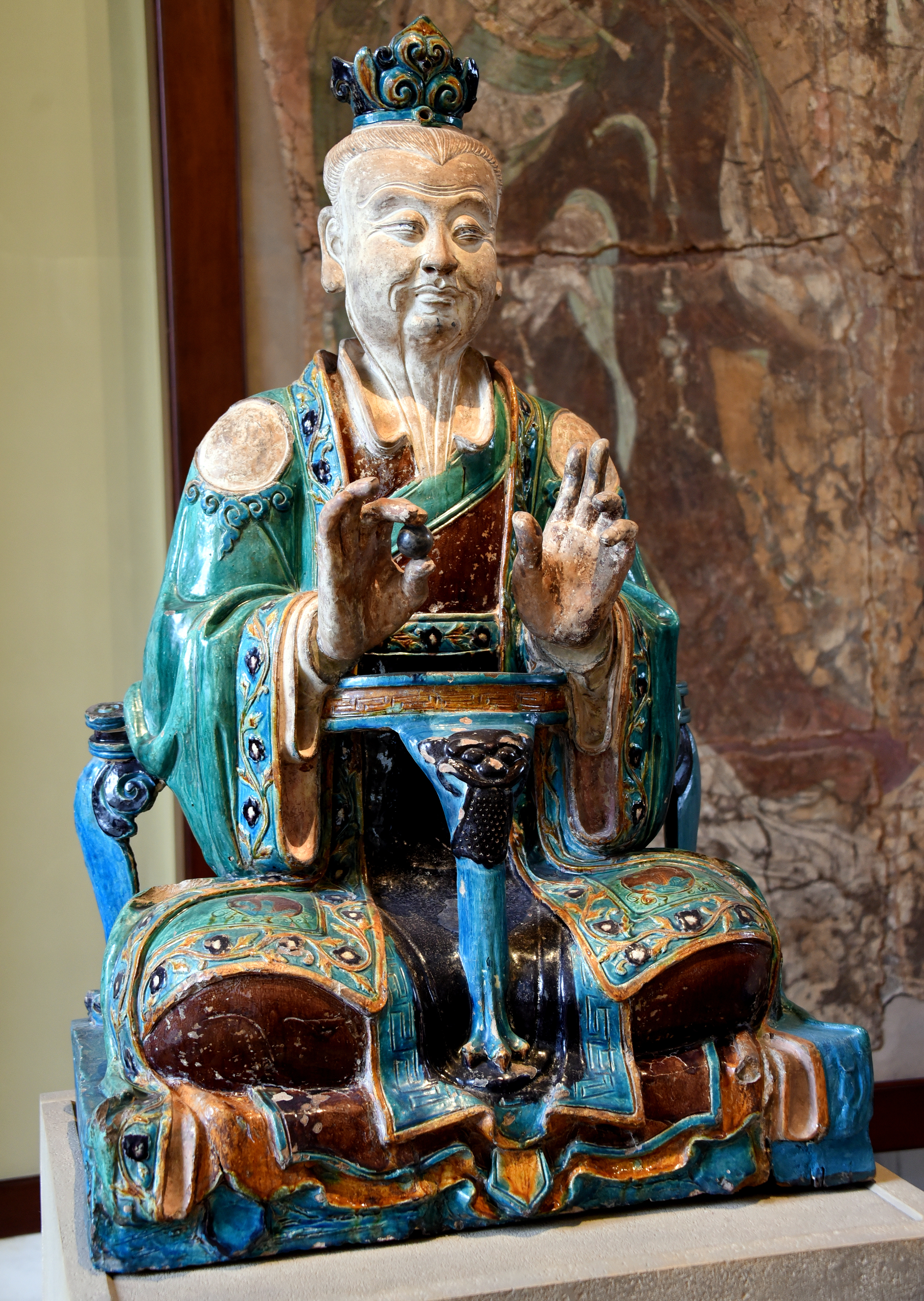
Figura de gres de una deidad taoísta. China, dinastía Ming, Museo Británico.

- Yudi (玉帝, "Deidad de Jade") o Yuhuang (玉皇, "Emperador de Jade" o "Rey de Jade"), es la representación popular con forma humana del Dios del Cielo.[44] El jade representa tradicionalmente la pureza, por lo que es una metáfora de la fuente insondable de la creación.
- Doumu (斗母, "Madre del Gran Carro"), a menudo titulada con el honorífico Tianhou (天后, "Reina del Cielo")[nota 2] es la diosa celestial representada como la madre de la Osa Mayor (Gran Carro), cuyas siete estrellas, además de dos invisibles, son concebidas como sus hijos, los Jiuhuangshen (九皇神, "Nueve Dioses-Reyes"), considerados a su vez como la novena manifestación de Jiuhuangdadi (九皇大帝, "Gran Deidad de los Nueve Reyes") o Doufu ((斗父, "Padre del Gran Carro"), otro nombre del Dios del Cielo. Es, por tanto, a la vez esposa y madre del Dios del Cielo.[45][46]
- Pangu (盤古), metáfora macrantrópica del cosmos. Separó el yin y el yang, creando la tierra (turbio yin) y el cielo (claro yang). Todas las cosas surgieron de su cuerpo tras su muerte.[47]
- Xiwangmu (西王母, "Reina Madre de Oeste"),[nota 3] identificada con la montaña Kunlun, la inspiración chamánica, la muerte y la inmortalidad.[48][49] Es la diosa oscura y ctónica, puro yin, aterradora y benigna a la vez, creadora y destructora, asociada al tigre y al tejido.[50] Su homólogo masculino es Dongwanggong (東王公, "Rey Duque del Este";[nota 4] también llamado Mugong, 木公 "Duque de los Bosques"),[51] que representa el principio yang.[50]
  - Houyi (后羿, "Yi el Arquero"), era un hombre que buscaba la inmortalidad, logrando alcanzar a Xiwangmu en su montaña, Kunlun.
- Yanwang (閻王, "Rey del Purgatorio"),[nota 5] el soberano del inframundo, asistido por el Heibai Wuchang (黑白無常, "Impermanencia blanca y negra"), que representa la alternancia de los principios yin y yang, junto a Cabeza de Buey y Cara de Caballo, que escoltan a los espíritus hasta su reino.
- Yinyanggong (陰陽公, "Duque de Yinyang")[nota 4] o Yinyangsi (陰陽司, "Controlador de Yinyang"), personificación de la unión del yin y el yang.

#### Tres patronos y cinco deidades

Wufang Shangdi (五方上帝), la orden del Cielo que inscribe los mundos como tán 壇, "altar", el concepto chino equivalente al mandala indio. El Dios supremo conceptualizado como la Deidad Amarilla, y Xuanyuan como su forma humana, es el corazón del universo y las otras Cuatro Deidades son sus emanaciones. El diagrama se basa en el Huainanzi.

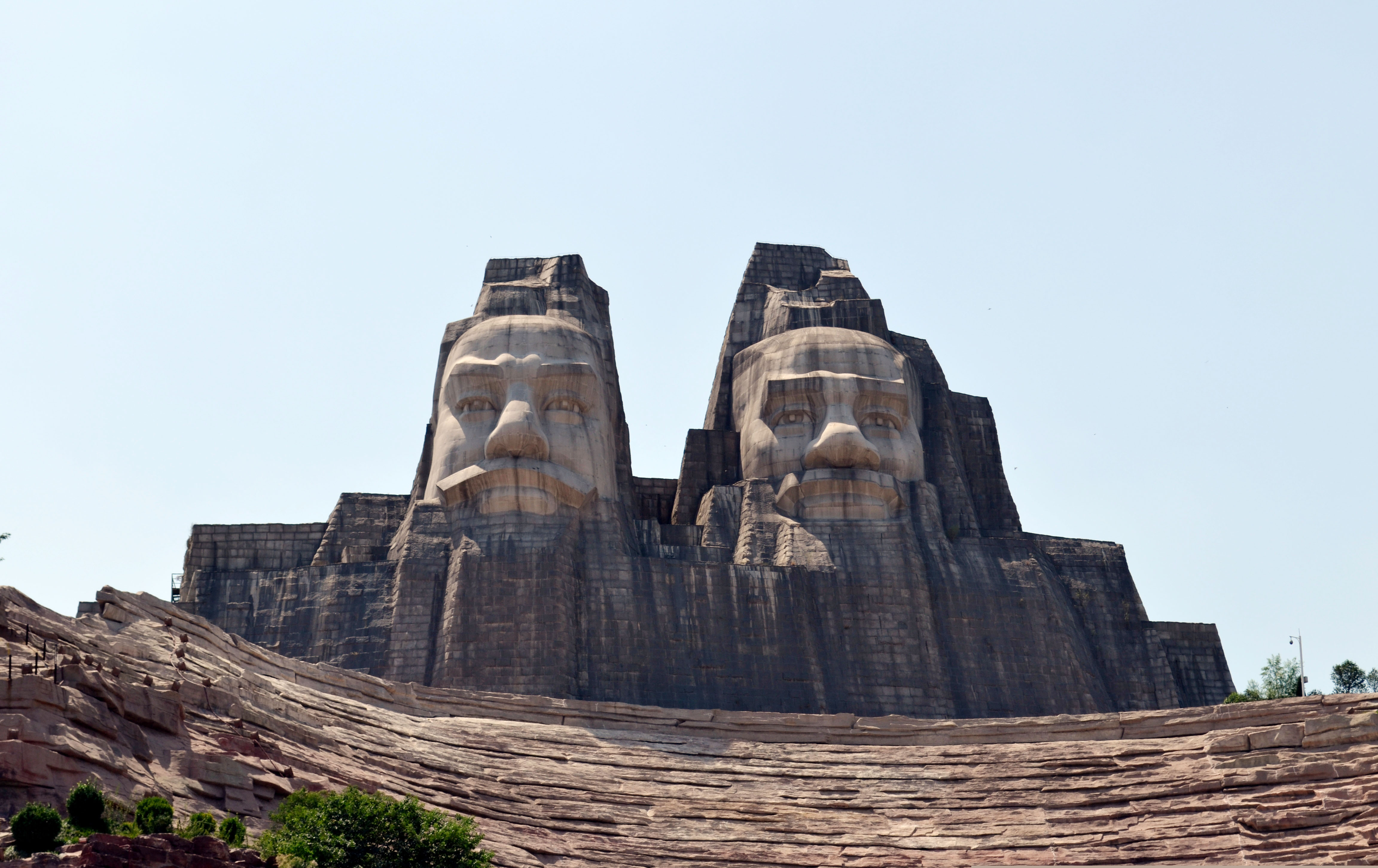
Estatua y complejo ceremonial de los Dioses Amarillo y Rojo en Zhengzhou, Henan.

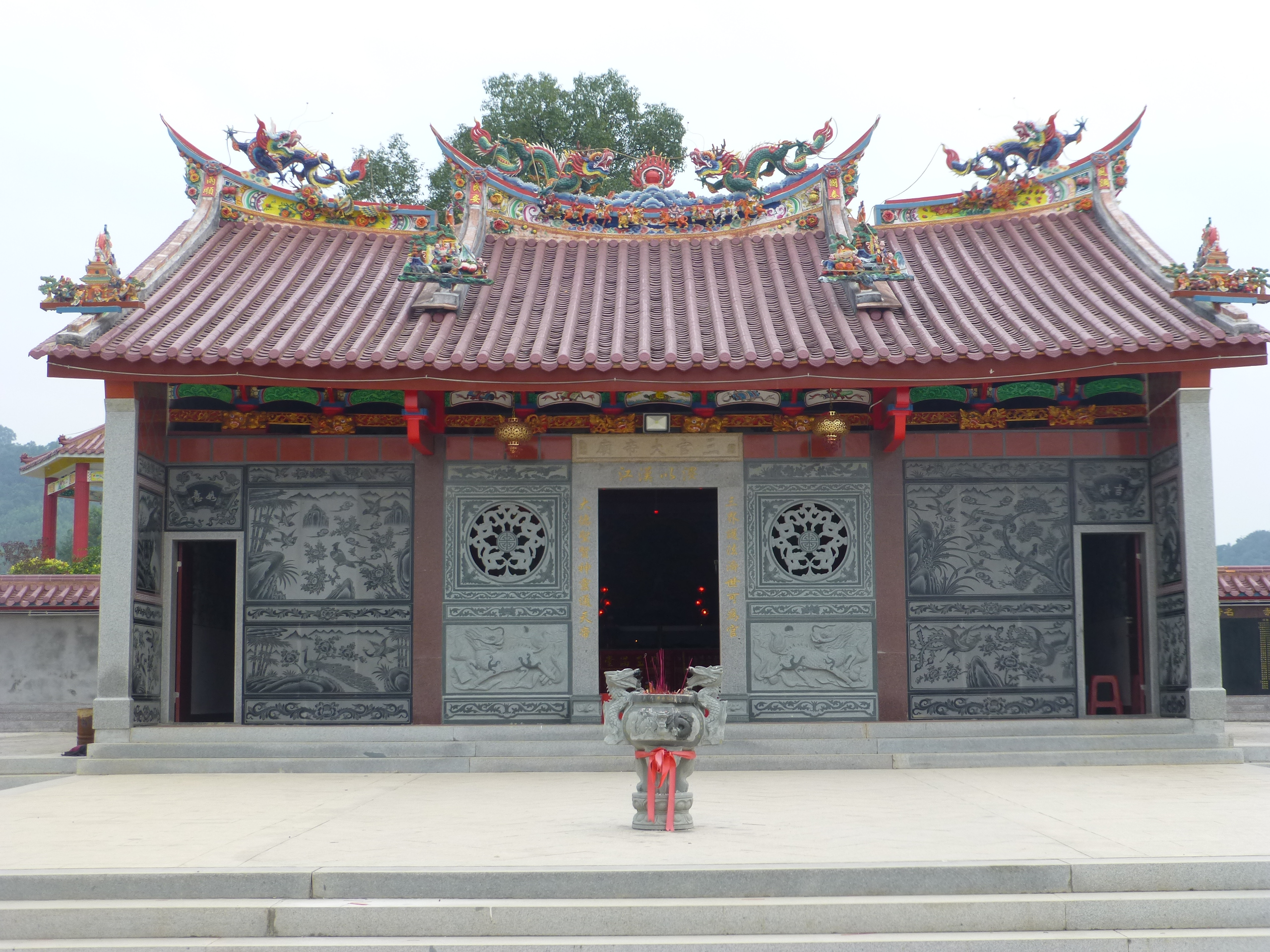
Templo de los Tres Oficiales del Cielo en Chiling, Zhangpu, Fujian.

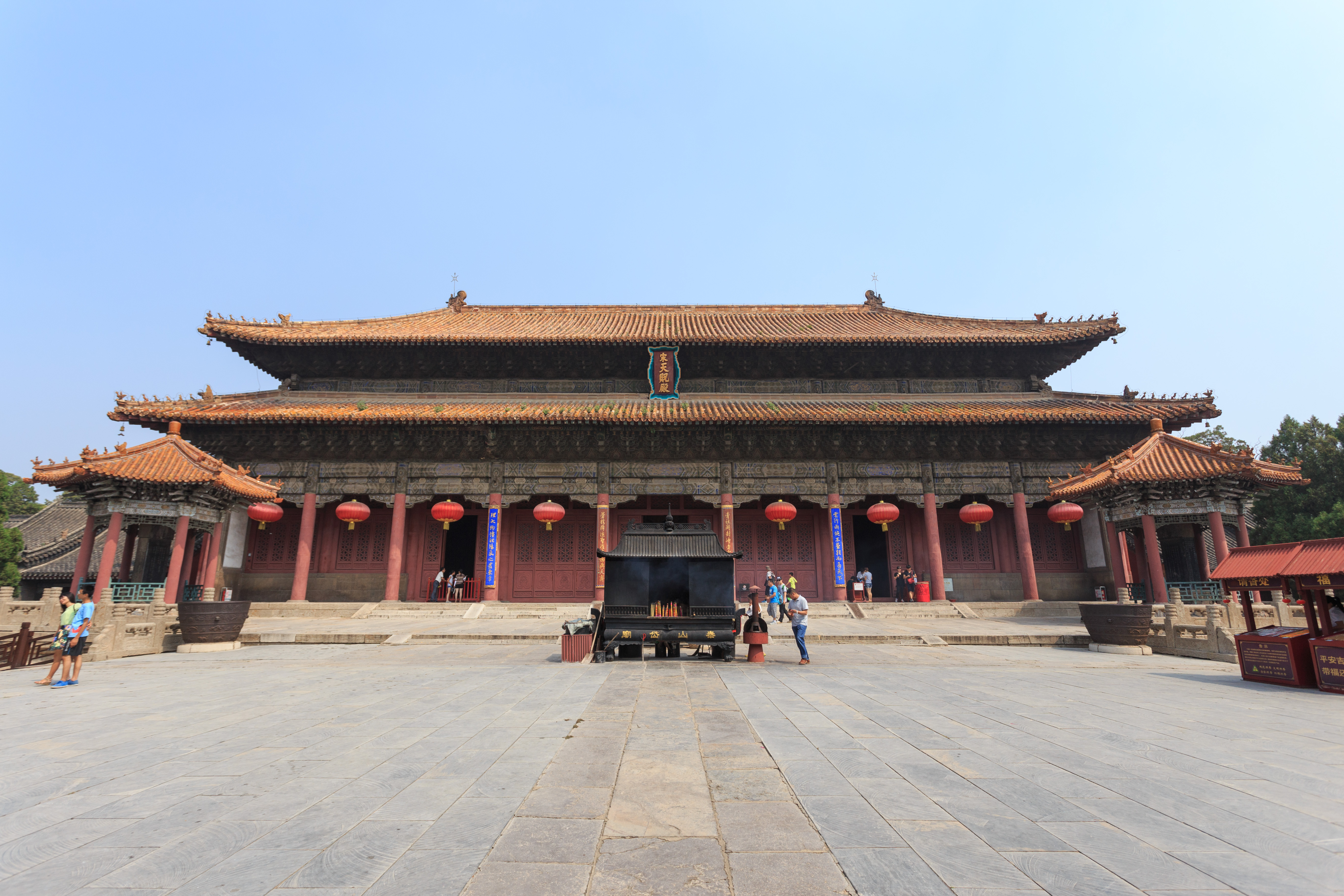
Templo de la Gran Deidad del Pico Oriental del Monte Tai, Tai'an, Shandong.

- Sānhuáng (三皇, "Tres patronos o augustos") o Sāncái (三才, "Tres potencias"); son la manifestación "vertical" del Cielo, correspondiente espacialmente a los Sānjiè (三界, "Tres reinos"), que representan el yin y el yang y el medio entre ambos, es decir, el ser humano:
  - Fuxi (伏羲) , el patrón del cielo (天皇, Tiānhuáng), también llamado Bāguàzǔshī (八卦祖師, "Venerable inventor del Bagua") por los taoístas, es un hombre divino que se dice que enseñó a la humanidad la escritura, la pesca y la caza.
  - Nüwa (女媧), patrona de la tierra (地皇, Dehuáng), es una diosa a la que se atribuye la creación de la humanidad y la reparación del orden del mundo cuando éste se rompió.
  - Shennong (神農), "Dios campesino", patrón de la humanidad (人皇, Rénhuáng), identificado como Yandi (炎帝, "Deidad de la Llama" o "Deidad Ardiente"), hombre divino a quien se atribuyen las técnicas de la agricultura, la fitoterapia y la comercialización. A menudo se le representa como un ser humano con cuernos y otros rasgos de buey.[53]
- Wǔdì (五帝, "Cinco Deidades"),[54] también Wǔfāng Shàngdì (五方上帝, "Cinco Manifestaciones de la Deidad Suprema"), Wǔfāng Tiānshén (五方天神, "Cinco Manifestaciones del Dios Celestial"), Wǔfāngdì (五方帝, "Deidad de las Cinco Formas"), Wǔtiāndì (五天帝, "Cinco Deidades Celestiales"), Wǔlǎojūn (五老君, "Cinco Antiguos Señores"), Wǔdàoshén (五道神, "Dios[es] de Cinco Formas"). Se trata de las cinco principales manifestaciones "horizontales" del Cielo y, junto con las Tres Potencias, tienen una forma celeste, una terrestre y una ctónica. Corresponden a las cinco fases de la creación, a las cinco constelaciones que giran en torno al polo celeste y a los cinco planetas, a las cinco montañas sagradas y a las cinco direcciones del espacio (su forma terrestre), y a los cinco Dioses Dragón que representan sus monturas, es decir, las fuerzas materiales que presiden (su forma ctónica).[55][56]
  - Huangdi (黃帝, "Emperador Amarillo" o "Deidad Amarilla"); o Huángshén (黃神, "Dios Amarillo"), también conocido como Xuānyuán Huángdì (軒轅黃帝, "Deidad Amarilla del Fuste del Carro"), es la Zhōngyuèdàdì (中岳大帝, "Gran Deidad del Pico Central"): representa la esencia de la tierra y del Dragón Amarillo,[53] y se asocia con Saturno.[56] El carácter 黃 (huáng, "amarillo"), por homofonía y etimología compartida con 皇 (huáng), también significa "augusto", "creador" y "radiante", identificando al Emperador Amarillo con Shangdi ("Deidad Suprema").[57] Huangdi representa el corazón de la creación, el axis mundi (Kunlun) que es la manifestación del orden divino en la realidad física, abriendo el camino a la inmortalidad.[53] Como deidad del centro, intersección de los Tres Patronos y las Cinco Deidades, en el Shizi se le describe como "Emperador Amarillo de Cuatro Rostros" (黃帝四面, Huángdì Sìmiàn).[58] Como humano, se dice que fue fruto de un parto virginal, ya que su madre Fubao lo concibió al ser despertada, mientras paseaba por el campo, por un relámpago de la Osa Mayor (Gran Carro). Dio a luz a su hijo al cabo de veinticuatro meses en el monte de Shou ("Longevidad") o monte Xuanyuan ("Fuste del Carro"), que le dio nombre.[59] Se le considera el fundador de la civilización Huaxia, y los chinos Han se identifican como descendientes de Yandi y Huangdi.
  - Cangdi (蒼帝, "Deidad Verde); o Qīngdì (青帝, "Deidad Azul" o "Deidad Verdiazul", la Dōngdì (東帝, "Deidad del Este") o Dōngyuèdàdì (東岳大帝, "Gran Deidad del Pico Oriental"): se trata de Tàihào (太昊), asociado a la esencia de la madera y a Júpiter, y es el dios de la fertilidad y la primavera. El Dragón Verdiazul es su forma animal y su constelación.[53][56] Su consorte femenina es la diosa de la fertilidad, Bixia.
  - Heidi (黑帝, "Deidad Negra), la Běidì (北帝, "Deidad del Norte") o Běiyuèdàdì (北岳大帝, "Gran Deidad del Pico Norte"): se trata de Zhuanxu (顓頊), hoy frecuentemente venerado como Xuanwu (玄武, "Guerrero Oscuro") o Zhēnwǔ (真武), y se asocia con la esencia del agua y del invierno, y con Mercurio. Su forma animal es el Dragón Negro y su animal estelar es la serpiente tortuga.[53][56]
  - Chidi (赤帝, "Deidad Roja"), la Nándì (帝, "Deidad del Sur") o Nányuèdàdì (南岳大帝, "Gran Deidad del Pico Sur"): él es Shennong (el "Granjero Divino"), el Yandi ("Deidad Ardiente"), asociado con la esencia del fuego y el verano, y con Marte. Su forma animal es el Dragón Rojo y su animal estelar es el ave fénix. Es el dios de la agricultura, la ganadería, las plantas medicinales y el mercado.[53][56]
  - Baidi (白帝, "Deidad Blanca"), la Xīdì (西帝, "Deidad del Oeste") o Xīyuèdàdì (西岳大帝, "Gran Deidad del Pico Occidental"): se trata de Shaohao (少昊), y es el dios de la esencia del metal y del otoño, asociado a Venus. Su forma animal es el dragón blanco y su animal estelar es el tigre.[56]
- Los Tres Grandes Emperadores-Oficiales: el Tiānguān (天官, "Oficial del Cielo"), el Dìguān (地官, "Oficial de la Tierra") y el Shuǐguān (水官, "Oficial del Agua").[60][61]

En la mitología, Huangdi y Yandi libraron una batalla el uno contra el otro, y Huang finalmente derrotó a Yan con la ayuda del Dragón (el que controla el agua, que es el propio Huangdi). Este mito simboliza el equilibrio del yin y el yang, en este caso el fuego del conocimiento (razón y oficio) y la estabilidad terrenal.
Yan (炎) es llama, fuego abrasador o un exceso del mismo (es importante señalar que gráficamente es un doble 火 (huo, "fuego"). Como un exceso de fuego trae la destrucción a la tierra, tiene que ser controlado por un principio rector. Nada es bueno en sí mismo, sin límites; los buenos resultados dependen de la proporción en la composición de las cosas y sus interacciones, nunca de los extremos en términos absolutos. Huangdi y Yandi son opuestos complementarios, necesarios para la existencia del otro, y son poderes que existen juntos dentro del ser humano.

### Dioses de fenómenos celestes y terrestres

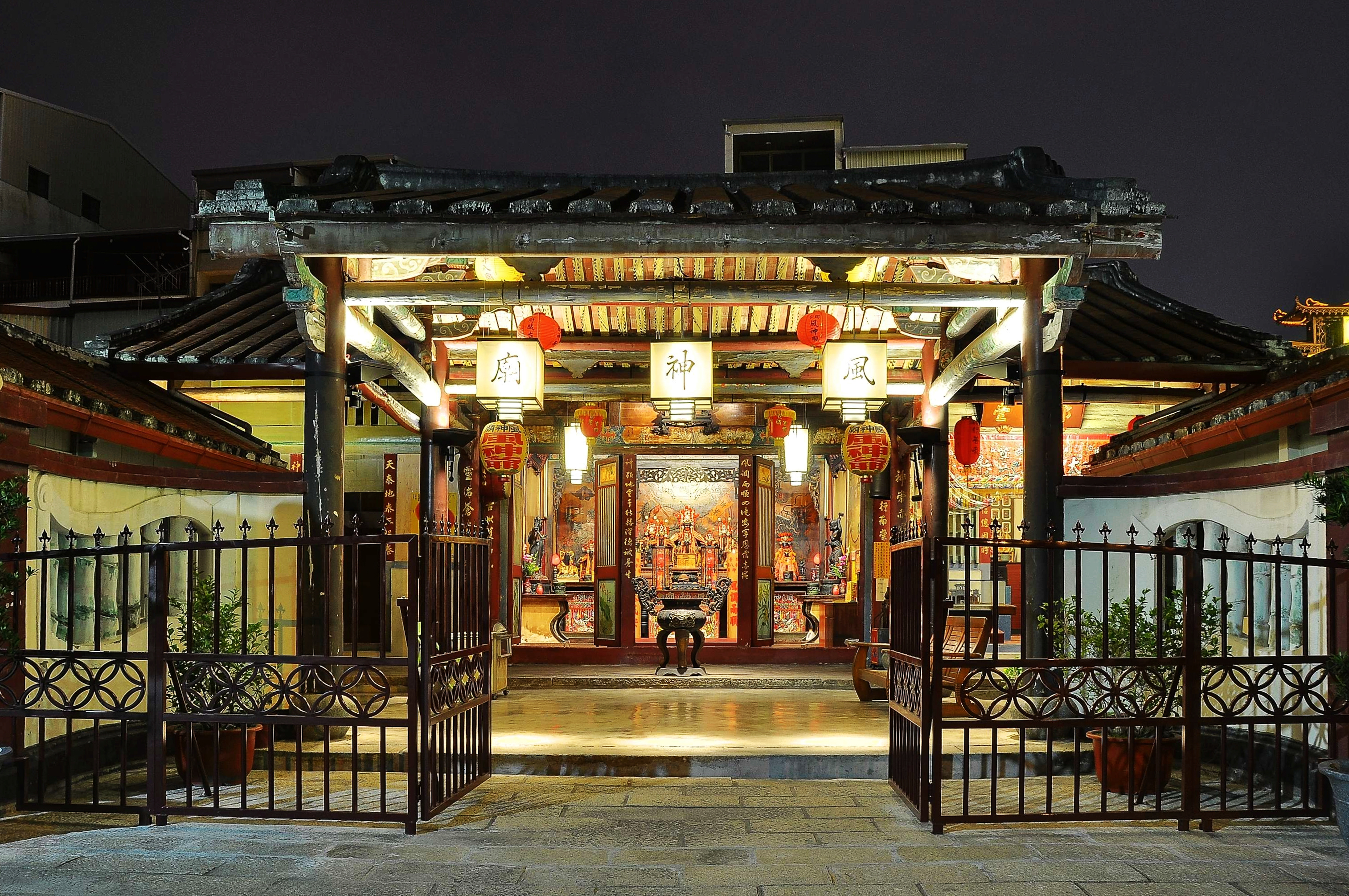
Templo del Dios del Viento en Tainan.

- Longshen (龍神, "Dioses Dragón") o Lóngwáng, (龍王, "Reyes Dragón"), también Sìhǎi Lóngwáng (四海龍王, "Reyes Dragón de los Cuatro Mares"), son dioses de las fuentes acuáticas, normalmente reducidos a cuatro, patronos de los Cuatro Mares (四海, sihai) y de los cuatro puntos cardinales. Se trata del Dragón Blanco (白龍, Báilóng), el Dragón Negro (玄龍, Xuánlóng), el Dragón Rojo (朱龍, Zhūlóng) y el Dragón Verdiazul (青龍, Qīnglóng). Correspondiendo con las Cinco Deidades como las fuerzas ctónicas a las que subliman (los Dioses Dragón se representan a menudo como la "montura" de las Cinco Deidades), ellos inscriben la tierra de China en una frontera cuadrada sagrada ideal. El quinto dragón, el Dragón Amarillo (黃龍, Huánglóng), es el dragón del centro que representa al Dios Amarillo.
  - En Taiyuan, Liu Heng, el quinto emperador de la dinastía Han Occidental, es venerado como el Rey Dragón. Esto se debe a que Liu Heng fue una vez príncipe de Dai de la zona y fue bien acogido por la población local. Todos los años, los aldeanos celebran un sacrificio en su honor en el Festival Longtaitou.[63][64]
- Báoshén (雹神, "Salve Dios").[nota 5]
- Bālà (八蜡), el Chóngshén (蟲神, "Dios Insecto") o Chóngwáng (蟲王, "Rey Insecto"): los dioses de los insectos.[nota 5]
- Dìzhǔshén (地主神, "Dios terrateniente").
- Dòushén (痘神, "Dios de la viruela").[nota 5]
- Fei Lian (飛帘), el Fēngshén (風神, "Dios del viento").[nota 5]
- Hǎishén (海神, "Dios del Mar"); también Hǎiyé (海爷, "Señor del Mar").
- Hebo (河伯, "Señor del Río") o Héshén (河神, "Dios del Río"): cualquier dios de los cursos de agua, entre los cuales uno de los más venerados es el dios del Río Amarillo.[nota 5]
- Gǔshén (穀神, "Dios del Valle"): en el Daodejing, nombre utilizado para referirse al Camino.[65]
- Huǒshén (火神, "Dios del Fuego"), a menudo personificado como Zhurong (祝融).[nota 5]
- Húshén (湖神, "Dios del Lago").
- Shèshén (社神, "Dios del Suelo").
- Jìshén (稷神, "Dios del Grano").
- Jīnshén (金神, "Dios del Oro"), a menudo identificado como el Qiūshén (秋神, "Dios del Otoño") y personificado como Rùshōu (蓐收).
- Jǐngshén (井神, "Dios del Manantial").[65]
- Leishen (雷神, "Dios del Trueno") o Léigōng (雷公, "Duque del Trueno");[nota 4] su consorte es Diànmǔ (電母, "Madre del Rayo").
- Mùshén (木神, "Dios del Bosque"), normalmente el mismo que el Chūnshén (春神, "Dios de la Primavera"), y que Jùmáng (句芒).
- Shānshén (山神, "Dios de la Montaña").
- Shuǐshén (水神, "Dios del Agua").
- Tudishen (土地神, "Dios de la Tierra Local"), también Tǔshén (土神, "Dios de la Tierra"), o Tudigong (土地公, "Duque del Territorio Local"):[nota 4] deidad tutelar de cualquier localidad. Su superiora es Houtu (后土, "Reina de la Tierra").[nota 3]
- Wen Shen (瘟神, "Dios de la Plaga").[nota 5]
- Xiangshuishen (湘水神, "Diosas de las Aguas Xiang"): las patronas del río Xiang.
- Xuěshén (雪神, "Dios de la Nieve").
- Yǔshén (雨神, "Dios de la Lluvia").[nota 5]
- Xīhé (羲和), la Tàiyángshén (太陽神, "Gran Diosa del Sol") o Shírìzhīmǔ (十日之母, "Madre de los Diez Soles").[nota 3]
- Yuèshén (月神, "Diosas de la Luna"): Chángxī (常羲) o Shí'èryuèzhīmǔ (十二月之母, "Madre de las Doce Lunas"), y Chang'e (嫦娥).

### Dioses de virtudes y oficios humanos

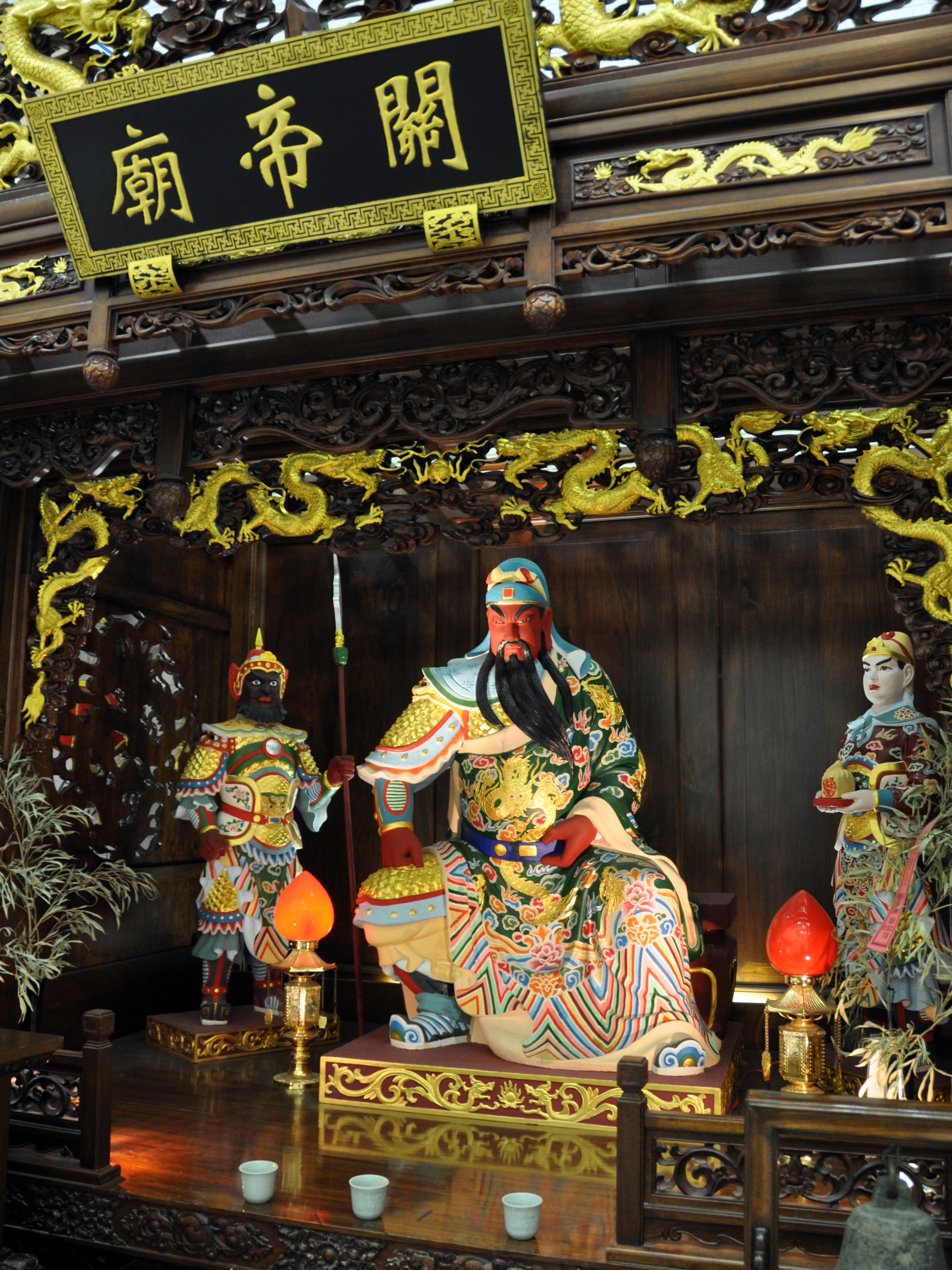
Guan Yu (en el centro), Guan Ping (a su derecha) y Zhou Cang (a su izquierda) en un templo religioso popular chino en Osaka, Japón. Guandi es uno de los dioses más venerados entre los chinos Han.

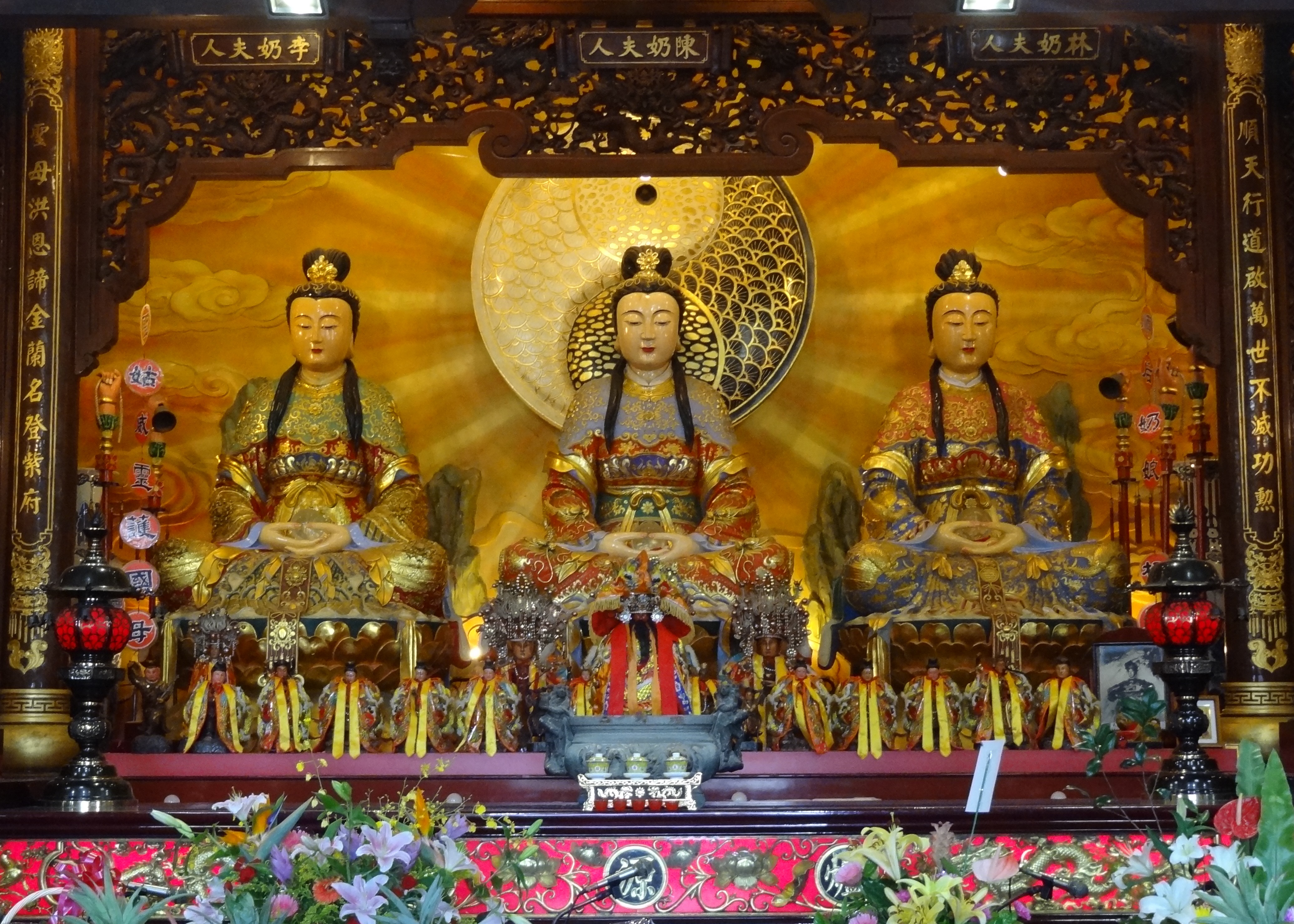
La Dama de las Aguas y sus dos ayudantes, Lin Jiuniang y Li Sanniang, en el Templo de la Armonía Celestial de la escuela Lushan de taoísmo rojo en Luodong, Yilan, Taiwán.

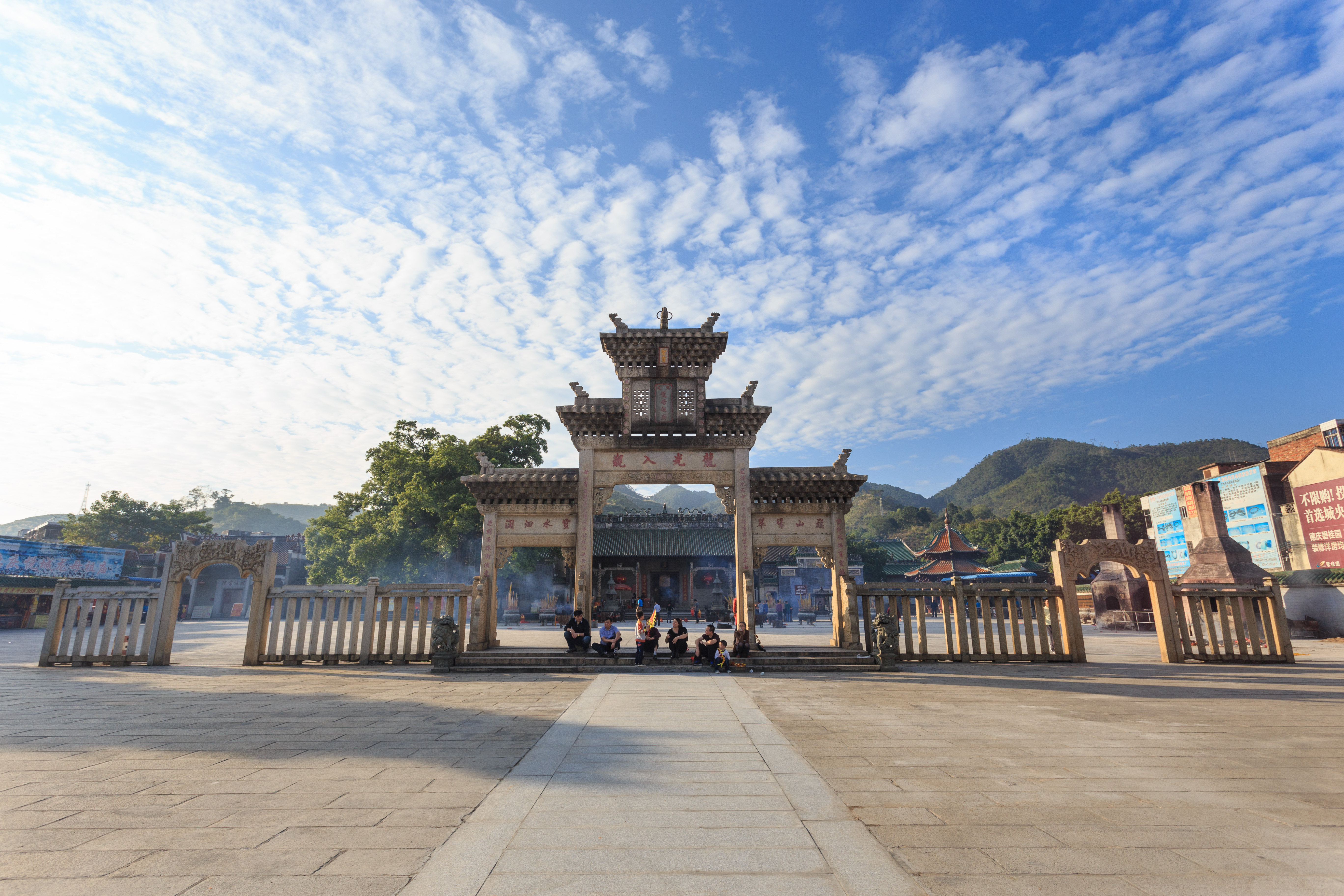
Templo de la Madre Dragón en Deqing, Guangdong.

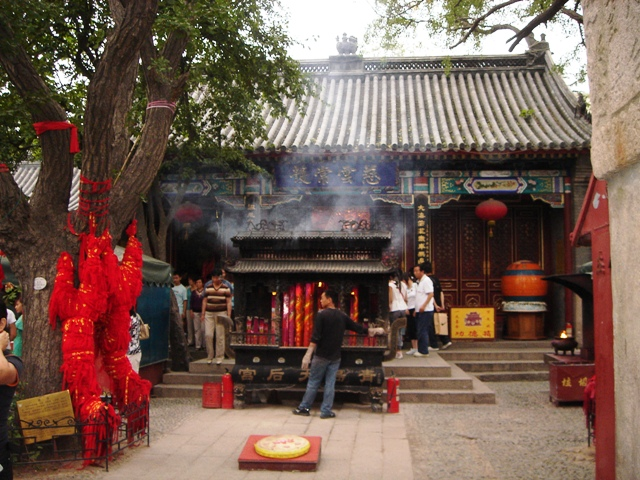
Templo de la Madre Ancestral la Reina del Cielo en Qingdao, Shandong.

En ciertas tradiciones se pensaba que algunos dioses taoístas afectaban a la moralidad humana y a las consecuencias de ésta. Algunos taoístas imploraban a dioses, dioses múltiples y/o panteones que les ayudaran en la vida y/o erradicaran sus pecados.
- Deidades civiles y militares (wen y wu):
  - Wendi (文帝, "Deidad de la Cultura"), también Wénchāngdì (文昌帝, "Deidad que hace prosperar la cultura") o Wénchāngwáng (文昌王, "Rey que hace prosperar la cultura"): en las provincias del sur, esta deidad adopta la identidad de diversos personajes históricos, mientras que en el norte se le identifica más frecuentemente con Confucio (孔夫子, Kǒngfūzǐ).
    - Kuixing (魁星, "Estrella principal"): otro dios de la cultura y la literatura, pero en concreto, el de los exámenes, es una personificación del hombre que despierta siguiendo órdenes del Gran Carro.

  - Wǔdì (武帝, "Deidad militar"): Guandì (關帝, "Divus Guan"), también llamado Guāngōng (關公, "Duque Guan"),[nota 4] y popularmente Guan Yu (關羽).[nota 3]
    - Otra clase son los Zhànshén (戰神, "Dios de la lucha"), que pueden estar personificados por Chiyou (蚩尤) o Xingtian (刑天), decapitado por luchar contra Tian.
- Baoshengdadi (保生大帝, "Gran Deidad que Protege la Vida").[nota 6]
- Baxian (八仙, "Ocho Inmortales").
- Canshen (蠶神, "Dios gusano de seda"), que puede ser:
  - Cánmǔ (蠶母, "Madre gusano de seda"), también llamada Cángū (蠶姑, "Doncella gusano de seda"), a la que se identifica como Leizu (嫘祖), esposa del Emperador Amarillo: a ella se atribuye principalmente la invención de la sericultura.
  - Qīngyīshén (青衣神, "Dios Verdeazulado"): su nombre como humano era Cáncóng (蠶叢, "Ramita de Gusano de Seda"), y es el primer gobernante y antepasado del estado Shu y promotor de la sericultura entre su pueblo.
- Caishen (財神, "Dios de la Riqueza").[nota 3]
- Cangjie (倉頡), el de los cuatro ojos, inventor de los caracteres chinos.
- Cāngshén (倉神, "Dios del Granero").
- Chuānzhǔ (川主, "Señor de Sichuan").
- Chenghuangshen (城隍神, "Dios de los Fosos y las Murallas", o "Dios de los Límites"): dios de los límites sagrados de una aglomeración humana, suele ser personificado por padres fundadores o personalidades nobles de cada ciudad o pueblo.[nota 3]
- Chen Jinggu (陳靖姑, "Anciana Silenciosa"), también llamada Línshuǐ Fūrén (臨水夫人, "Dama de la Ribera").[nota 6]
- Hùshén (戶神, "Dios de la Puerta").
- Chēshén (車神, "Dios del Vehículo").[nota 5]
- Erlangshen (二郎神, "Dios Doblemente Joven"), el dios de la ingeniería.
- Guǎngzé Zūnwáng (廣澤尊王, "Rey Honorable de la Gran Compasión").[nota 6]
- Guanyin (觀音, "La que Escucha los Llantos del Mundo"), la diosa de la misericordia.[nota 3]
- Huang Daxian (黃大仙, "Gran Inmortal Huang").
- Jigong (濟公, "Señor de la Ayuda").
- Jiǔshén (酒神, "Dios del Vino"), personificado como Yidi (儀狄).[nota 5]
- Jiutian Xuannü (九天玄女, "Misteriosa Dama de los Nueve Cielos"), discípula de Xiwangmu e iniciadora de Huangdi.
- Longmu (龍母, "Madre de Dragones").
- Lu Ban (魯班), el dios de la carpintería.
- Lùshén (路神, "Dios del Camino").[nota 5]
- Xíngshén (行神, "Dios Caminante").
- Matsu (媽祖, "Madre Ancestral"), a menudo llamada la "Reina del Cielo".[nota 3][nota 7]
- Pànguān (判官, "Oficial que Juzga").
- Píng'ānshén (平安神, "Dios de la Paz"), cuya encarnación se considera que fue Mao Zedong.[67]
- Qingshui Zushi (清水祖師, "Venerable Patriarca de la Corriente Clara").[nota 6]
- Táoshén (陶神, "Dios de la Cerámica").[nota 5]
- Tuershen (兔兒神, "Dios Conejo"), el dios del amor entre personas de sexo masculino.
- Tuōtǎlǐ Tiānwáng (托塔李天王, "Rey Celestial Portador de Pagodas"), también conocido como Li Jing (李靖). Tiene tres hijos, las deidades guerreras protectoras Jinzha (金吒), Muzha (木吒) y Nezha (哪吒).
- Wǔxiǎn (五顯, "Cinco Resplandecientes"), posiblemente una forma popular de las Cinco Deidades cosmológicas.[nota 6]
- Xǐshén (喜神, "Dios de la Alegría").
- Yàoshén (藥神, "Dios de la Medicina") o frecuentemente Yàowáng (藥王, "Rey de la Medicina").[nota 5]
- Yuexia Laoren (月下老人, "Anciano bajo la Luna"), el casamentero que empareja a los amantes.
- Yùshén (獄神, "Dios de la Cárcel-Purgatorio").[nota 5]
- Zaoshen (灶神, "Dios del Hogar"), el maestro de las deidades domésticas, incluido el "Dios de la Cama" (床神, Chuángshén), los "Dioses de la Puerta" (門神, Ménshén) y el "Dios del Retrete" (廁神, Cèshén), a menudo personificado como Zigu.
- Zhong Kui (鍾馗), el vencedor de fantasmas y seres malignos.
- Sanxing (三星, "Tres Estrellas"), grupo de tres dioses astrales del bienestar:
  - Fuxing (福星, "Estrella de la Prosperidad"), dios de la felicidad.
  - Luxing (祿星, "Estrella de la Firmeza"), dios de la firmeza y el éxito en la vida y los exámenes académicos.
  - Shouxing (壽星, "Estrella de la Longevidad"), que representa una sana y larga vida.

### Dioses de la vida animal y vegetal
- Huāshén (花神, "Diosa de las Flores").
- Huxian 狐神, "Dios[a] Zorro") o Húxiān (Húxiān, "Inmortal Zorro"), también llamada Húxiān Niángniáng (狐仙娘娘, "Dama Inmortal Zorro").[nota 8]
  - Otras dos grandes deidades zorro, propias del noreste de China, son el "Gran Señor de los Tres Zorros" (胡三太爷, Húsān Tàiyé) y la "Gran Dama de los Tres Zorros" (胡三太奶, Húsān Tàinǎi), que representan el yin y el yang.[nota 8]

- Mǎshén (馬神, "Dios Caballo") o Mǎwáng (马王, "Rey Caballo").[nota 5]
- Niúshén (牛神, "Dios Bovino" o "Dios Buey"), también llamado Niúwáng (牛王, "Rey Bovino").[nota 5]
- Lángshén (狼神, "Dios Lobo").[nota 5]
- Shùshén (樹神, "Dios[es] Árbol").
- Wǔgǔshén (五谷神, "Dios de los Cinco Cereales"),[nota 5] otro nombre de Shennong.
- Yuánshén (猿神, "Dios Mono") o Yuánwáng (猿王, "Rey Mono"), al que se identifica como Sun Wukong (孙悟空).[nota 9][68]
- Zhīmáshén (芝蔴神, "Dios Sésamo").[nota 5]

### Culto a la diosa madreBixia

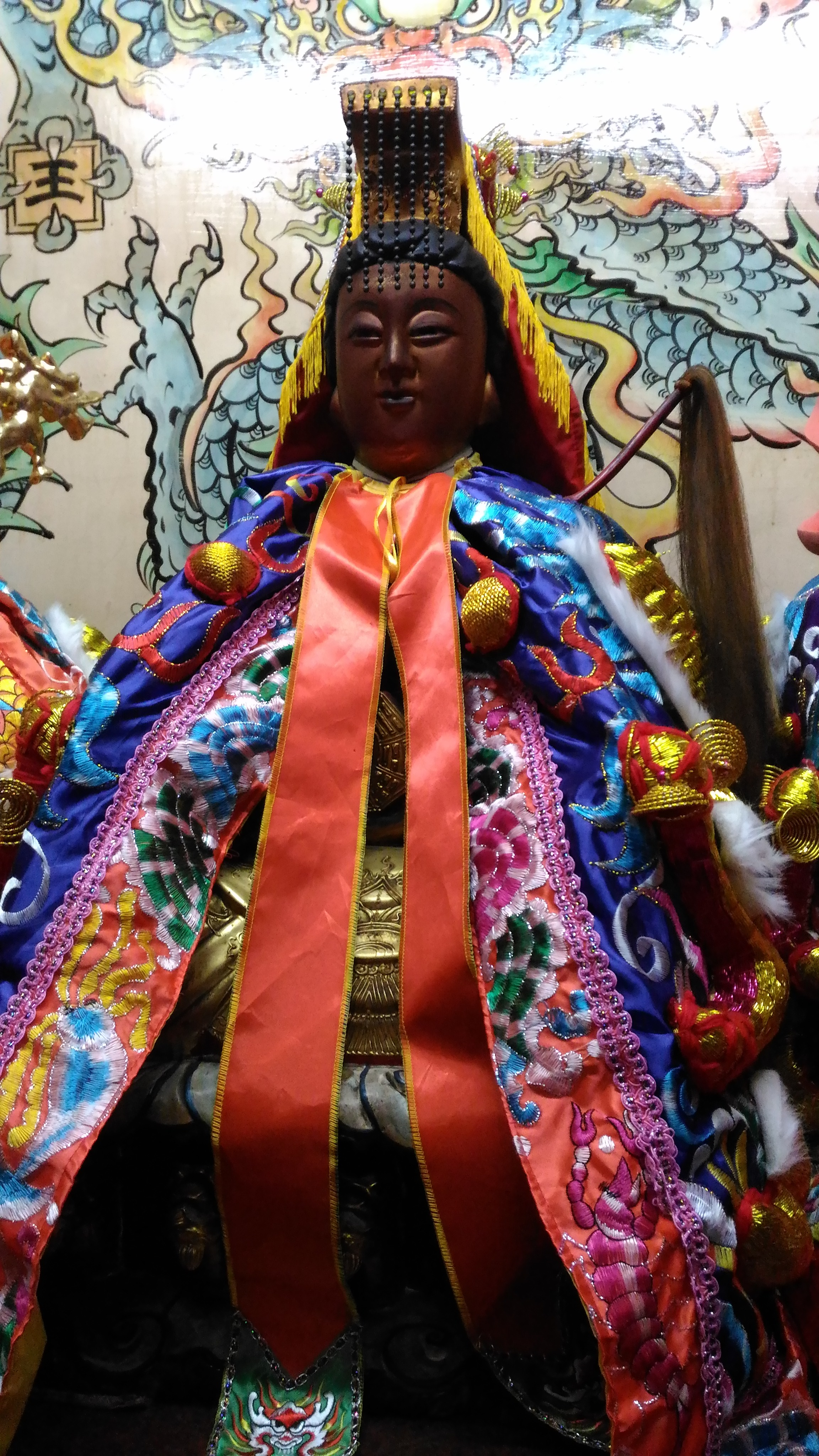
Imagen taiwanesa de madera de la Reina de la Tierra (Houtu).

El culto a las diosas madres para el cultivo de la descendencia está presente en toda China, pero predomina en las provincias septentrionales. Existen nueve diosas principales, y todas ellas tienden a considerarse manifestaciones o fuerzas asistentes de una única diosa identificada de varias formas: Bixia Yuanjun (碧霞元君, "Dama del Amanecer Azul"), Tiānxiān Niángniáng (天仙娘娘, "Dama Celestial Inmortal"), Tàishān Niángniáng (泰山娘娘, "Dama del Monte Tai"), o Jiǔtiān Shèngmǔ (九天聖母, "Santa Madre de los Nueve Cielos"): : 149–150  o Houtu, la diosa de la tierra.
Los taoístas identifican a la propia Bixia con la diosa más antigua, Xiwangmu. El término chino general para "diosa" es nǚshén (女神), y las diosas pueden recibir muchos títulos calificativos, como mǔ (母, "madre"), lǎomǔ (老母, "vieja madre"), shèngmǔ (聖母, "santa madre"), niángniáng (娘娘, "dama"), nǎinai (奶奶, "abuelita").
Las otras ocho diosas principales de la fertilidad, la reproducción y el crecimiento son:: 149–150, 191, nota 18 
- Bānzhěn Niángniáng (瘢疹娘娘), la diosa que protege a los niños de las enfermedades.
- Cuīshēng Niángniáng (催生娘娘), la diosa que propicia partos rápidos y protege a las comadronas.
- Nǎimǔ Niángniáng 奶母娘娘), la diosa que se encarga de la leche materna y protege la lactancia;
- Péigū Niángniáng (培姑娘娘), la diosa que cultiva a los niños.
- Péiyǎng Niángniáng (培養娘娘), la diosa que protege la crianza de los niños.
- Songzi Niangniang (送子娘娘) o Zǐsūn Niángniáng (子孫娘娘), la diosa que cuida de la descendencia.
- Yǎnguāng Niángniáng (眼光娘娘), la diosa que protege la vista.
- Yǐnméng Niángniáng (引蒙娘娘), la diosa que guía a los niños pequeños.

Los altares de culto a las diosas suelen estar dispuestos con Bixia en el centro y dos diosas a sus lados, con mayor frecuencia la "Dama de la Vista" y la "Dama de la Descendencia".: 149–150, 191, nota 18  Una figura diferente, pero con las mismas conexiones astrales que Bixia, es la "Diosa de las Siete Estrellas" (七星娘娘, Qīxīng Niángniáng).
También existe el grupo de las "Santas Madres de los Tres Cielos" (三霄聖母, Sānxiāo Shèngmǔ; o 三霄娘娘, Sānxiāo Niángniáng, "Damas de las Tres Estrellas"), compuesto por Yunxiao Guniang, Qiongxiao Guniang y Bixiao Guniang. El culto de Chenjinggu, presente en el sureste de China, es identificado por algunos eruditos como una emanación del culto septentrional a Bixia.
Otras diosas veneradas en China son Cánmǔ (蠶母, "Madre Gusano de Seda") o Cángū (蠶姑, "Doncella Gusano de Seda"), identificada con Leizu (嫘祖, esposa del Emperador Amarillo), Magu (麻姑, "Doncella del Cáñamo"), Sǎoqīng Niángniáng (掃清娘娘, "Diosa que Barre Limpio"), Sānzhōu Niángniáng (三洲娘娘, "Diosa de las Tres Islas") y Wusheng Laomu. La diosa madre es fundamental en la teología de muchas sectas religiosas tradicionales.

### Dioses del noreste de China
El noreste de China cuenta con grupos de deidades propias de la zona, derivadas del sustrato manchú y tungúsico más amplio de la población local. Las deidades animales relacionadas con las prácticas chamánicas son características de la zona y reflejan la cosmología china más amplia. Además de los ya mencionados dioses zorro (狐仙, Húxiān), destacan:
- Huángxiān (黃仙, "Inmortal Amarillo", el Dios Comadreja.
- Shéxiān (蛇仙, "Inmortal Serpiente"), también llamado Liǔxiān (柳仙, "Inmortal Liu"), Chángxiān (常仙, "Inmortal Víbora") o también Mǎngxiān (蟒仙, "Inmortal Pitón o Boa").
- Báixiān (白仙, "Inmortal Blanco"), el Dios Erizo.
- Hēixiān (黑仙, "Inmortal Negro"), que puede ser el Wūyāxiān (烏鴉仙, "Inmortal Cuervo"), o el Huīxiān (灰仙, "Inmortal Rata"), considerándose este último una interpretación errónea del primero.

### Dioses de origen indio

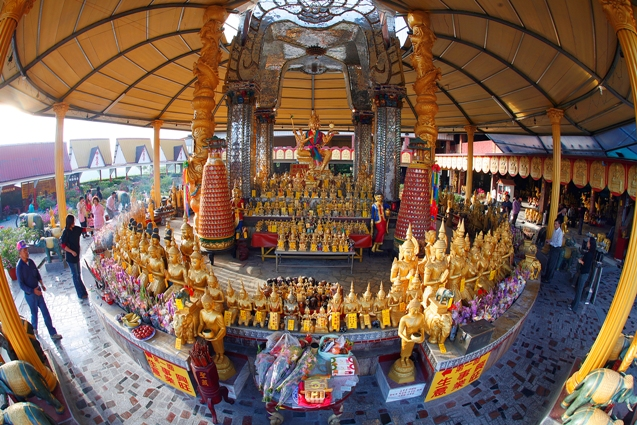
Templo del Dios de las Cuatro Caras en Changhua, Taiwán.

Dioses que han sido adoptados en la religión china pero que tienen su origen en el subcontinente indio o en el hinduismo:
- Guanyin (觀音, "La que escucha los lamentos del mundo"), diosa china de la misericordia inspirada en el bodhisattva Avalokiteśvara.
- Sìmiànshén (四面神, "Dios de Cuatro Rostros"), pero también una metáfora de "Dios Ubicuo": El culto reciente tiene su origen en la transmisión tailandesa del dios hindú Brahma, pero es importante señalar que también es un epíteto del dios indígena chino Huangdi que, como deidad del centro del cosmos, se describe en el Shizi como "Emperador Amarillo de Cuatro Rostros" (黃帝四面, Huángdì Sìmiàn).[58]
- Xiàngtóushén (象頭神, "Dios Cabeza de Elefante"), es el dios indio Ganesha.[76]

### Dioses de China del Norte y Mongolia
- Gengis Kan (成吉思汗, Chéngjísīhán), venerado por mongoles y chinos bajo diversos títulos de divinidad: Shèngwǔ Huángdì (聖武皇帝, "Santa Deidad Militar Soberana"), Fǎtiān Qǐyùn (法天啓運, "Iniciador de la Transmisión de la Ley del Cielo"), y Tàizǔ (太祖, "Gran Antepasado") de los Yuan y los mongoles.

### Dioses del folclore y de lo local
- Heng y Ha (哼哈二將), dos generales de la dinastía Shang, guardianes de templos budistas en Asia oriental.[77]
- Menshen (門神, " Dioses de las Puertas"), guardianes divinos de puertas y portales.
- Shentu y Yulü (鬱壘), pareja de deidades que castigaban a los espíritus malignos.